# 紀元前743年
紀元前743年（きげんぜん743ねん）は、西暦（ローマ暦）による年。紀元前1世紀の共和政ローマ末期以降の古代ローマにおいては、ローマ建国紀元11年として知られていた。紀年法として西暦（キリスト紀元）がヨーロッパで広く普及した中世時代初期以降、この年は紀元前743年と表記されるのが一般的となった。

## 他の紀年法
- 干支 : 戊戌
- 中国
  - 周 - 平王28年
  - 魯 - 恵公26年
  - 斉 - 荘公贖52年
  - 晋 - 昭侯3年
  - 秦 - 文公23年
  - 楚 - 蚡冒15年
  - 宋 - 宣公5年
  - 衛 - 荘公揚15年
  - 陳 - 桓公2年
  - 蔡 - 宣侯7年
  - 曹 - 桓公14年
  - 鄭 - 荘公元年
  - 燕 - 鄭侯22年
- 朝鮮
  - 檀紀1591年
- ユダヤ暦 : 3018年 - 3019年

## できごと
- この頃、第一次メッセニア戦争始まる（ - 紀元前724年）。
- 鄭の荘公が母の武姜の要求に従って弟の段を京に封じた。